# Gare de Highbury & Islington
La gare de Highbury & Islington (en anglais : Walthamstow Central station), est une gare ferroviaire du réseau London Overground, en zone Travelcard 2. Elle est située sur la Holloway Road, à Highbury & Islington, dans le borough londonien d'Islington.
Elle est en correspondance avec la station Highbury & Islington de la Victoria line du métro de Londres.

## Histoire
La première gare, est édifié sur le même site, elle comprenait un impressionnant bâtiment gothique victorien conçu par Edwin Henry Horne (en), avec une avant-garde[pas clair], inauguré en 1850 par la North London Railway (NLR) sous le nom d’Islington. La reconstruction de la station est achevée en 1872, et elle est alors renommée Highbury & Islington. 
La structure d'aujourd'hui a été construite dans les années 1960 pour l'ouverture de la Victoria line le 1er septembre 1968 ; elle constitue l'entrée pour toutes les lignes. Lorsque les escaliers mécaniques sur les plates-formes de niveau profond ont été ouverts, le bâtiment de la station GN & CR a été fermé. Son entrée désaffectée a été rénovée extérieurement en 2006 - elle abrite depuis des équipements de signalisation de la Victoria line.
Pour permettre la circulation de nouveaux trains à quatre voitures sur le réseau London Overground, la ligne North London a été fermée entre Gospel Oak et Stratford de février à mai 2010, pendant qu'un nouveau système de signalisation était installé et 30 quais rallongés. Durant cette fermeture, la salle des billets de la station Highbury & Islington a été agrandie et un accès à niveau a été créé sur tous les quais du London Overground. La ligne North London a rouvert le 1er juin 2010 ; les quais de l'East London Line n'ont cependant ouvert qu'en mars 2011, tandis que la Courbe occidentale[Quoi ?] était rétablie, reliant la station à la gare de Dalston Junction et au reste de l'East London line. 